# Pteroptrix luzonica
Pteroptrix luzonica is een vliesvleugelig insect uit de familie Aphelinidae. De wetenschappelijke naam is voor het eerst geldig gepubliceerd in 1918 door Malenotti.